# Rhinosardinia
Rhinosardinia is een geslacht van straalvinnige vissen uit de familie van haringen (Clupeidae).

## Soorten
- Rhinosardinia amazonica (Steindachner, 1879)
- Rhinosardinia bahiensis (Steindachner, 1879)